# عبد العزيز بن عبد الله بن عبد العزيز آل سعود
الأمير عبد العزيز بن عبد الله بن عبد العزيز آل سعود، نائب وزير الخارجية بالمملكة العربية السعودية سابقا، هو الابن الخامس من أبناء الملك عبد الله بن عبد العزيز آل سعود. والدته هي الأميرة عايدة فستق فلسطينية الأصل.
وهو يشغل منصب رئيس مجلس أمناء صندوق المئوية.

## نشأته ودراسته
ولد الأمير عبد العزيز بن عبد الله بمدينة الرياض بتاريخ 28 جماد الأول 1382 الموافق لـ27 أكتوبر 1962 وتلقى تعليمه فيها، وهو حاصل على درجة البكالوريوس في العلوم السياسية والاقتصادية من جامعة هيرت فورد شير وهي من إحدى الجامعات البريطانية الشهيرة، كما حصل على دورات متقدمة ومتخصصة في علم الاقتصاد. وتدرج في العمل الحكومي في الحرس الوطني تقلد خلاله العديد من المناصب والمسؤوليات لمدة 15 عاما، إلى أن صدر أمراً ملكياً كريماً بتعيينه مستشاراً في ديوان سمو ولي العهد عام 1991م.

أصدر خادم الحرمين الشريفين الملك عبد الله بن عبد العزيز آل سعود أمراً ملكياً كريماً بتاريخ 21 شعبان 1432هـ الموافق لـ22 يوليو 2011، بتعيين صاحب السمو الملكي الأمير عبد العزيز بن عبد الله بن عبد العزيز نائباً لوزير الخارجية بمرتبة وزير

## عائلته
كان متزوجاً من الأميرة عبير بنت تركي بن ناصر آل سعود ولهما من الأبناء:
- الأميرة سديم بنت عبد العزيز بن عبد الله بن عبد العزيز
- الأمير عبد الله بن عبد العزيز بن عبد الله بن عبد العزيز
- الأمير خالد بن عبد العزيز بن عبد الله بن عبد العزيز
- الأمير فيصل بن عبد العزيز بن عبد الله بن عبد العزيز
- تزوج عام 2006 من الإعلامية التي أصبحت الأميرة ناتالي معماري ورزق منها الأميرة لانا بنت عبد العزيز بن عبد الله بن عبد العزيز